# Station Fontaine-Lavaganne
Station Fontaine-Lavaganne is een spoorwegstation in de Franse gemeente Fontaine-Lavaganne. Het station is gesloten.  